# Koryo Hotel
Das Koryo Hotel ist das zweitgrößte in Betrieb befindliche Hotel in Nordkorea, nach dem Yanggakdo International Hotel. Das Hotel liegt in der Nähe des Hauptbahnhofs Pjöngjang, der sich im Innenstadtbezirk Chung-guyŏk der nordkoreanischen Hauptstadt Pjöngjang befindet. Das doppeltürmige Gebäude ist 143 Meter hoch und hat 45 Etagen. Das Gebäude wurde 1985 unter der Aufsicht Kim Il-sungs errichtet.
Nach westlichen Standards handelt es sich bei der Anlage um ein Drei-Sterne-Hotel. Nordkorea verleiht dem Hotel fünf Sterne. Am 11. Juni 2015 brach ein Brand in dem Verbindungsstück zwischen den beiden Türmen des Hotels aus. Wie der Brand zu Stande kam, blieb unklar.

## Namensgebung
„Koryo“ ist der Name eines früheren Königreichs, von dem sich die in den meisten westlichen Sprachen verwendete Bezeichnung „Korea“ ableitet. Der Begriff „Koryo“ wird ebenfalls im Namen der nordkoreanischen Fluggesellschaft Air Koryo verwendet.
Das Koryo Hotel ersetzte ein älteres Hotel, das den gleichen Namen trug, sich jedoch an einer anderen Stelle befand. In diesem wurde 1946 der Vorsitzende der Koreanischen Demokratischen Partei Cho Man-sik für einige Zeit unter Hausarrest gestellt.

## Ausstattung
Das Hotel verfügt über 500 Zimmer. Die Zimmer sind mit einer Minibar und einem Fernseher mit internationalen Sendern ausgestattet.
Das Koryo Hotel verfügt über fünf Restaurants, darunter ein Drehrestaurant im 45. Stockwerk, ein japanisches Restaurant und ein koreanisches Grillrestaurant, sowie mehrere Bars und Cafés. Im Erdgeschoss befindet sich unter anderem ein Lebensmittelladen und ein Souvenirladen. Außerdem verfügt das Hotel über zwei Kinos mit 200 bzw. 70 Sitzplätzen, ein Schwimmbad, ein Billardzimmer und einen Buchladen. Im Untergeschoss befindet sich ein Casino mit Spielautomaten. Weiterhin verfügt das Hotel über kleinere Tagungsräume und Bankettsäle.

## Galerie

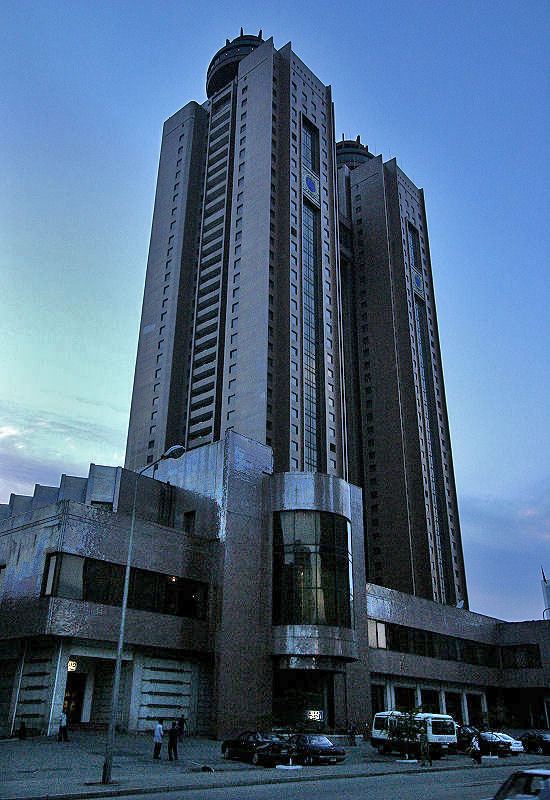
Eingang zum Hotel
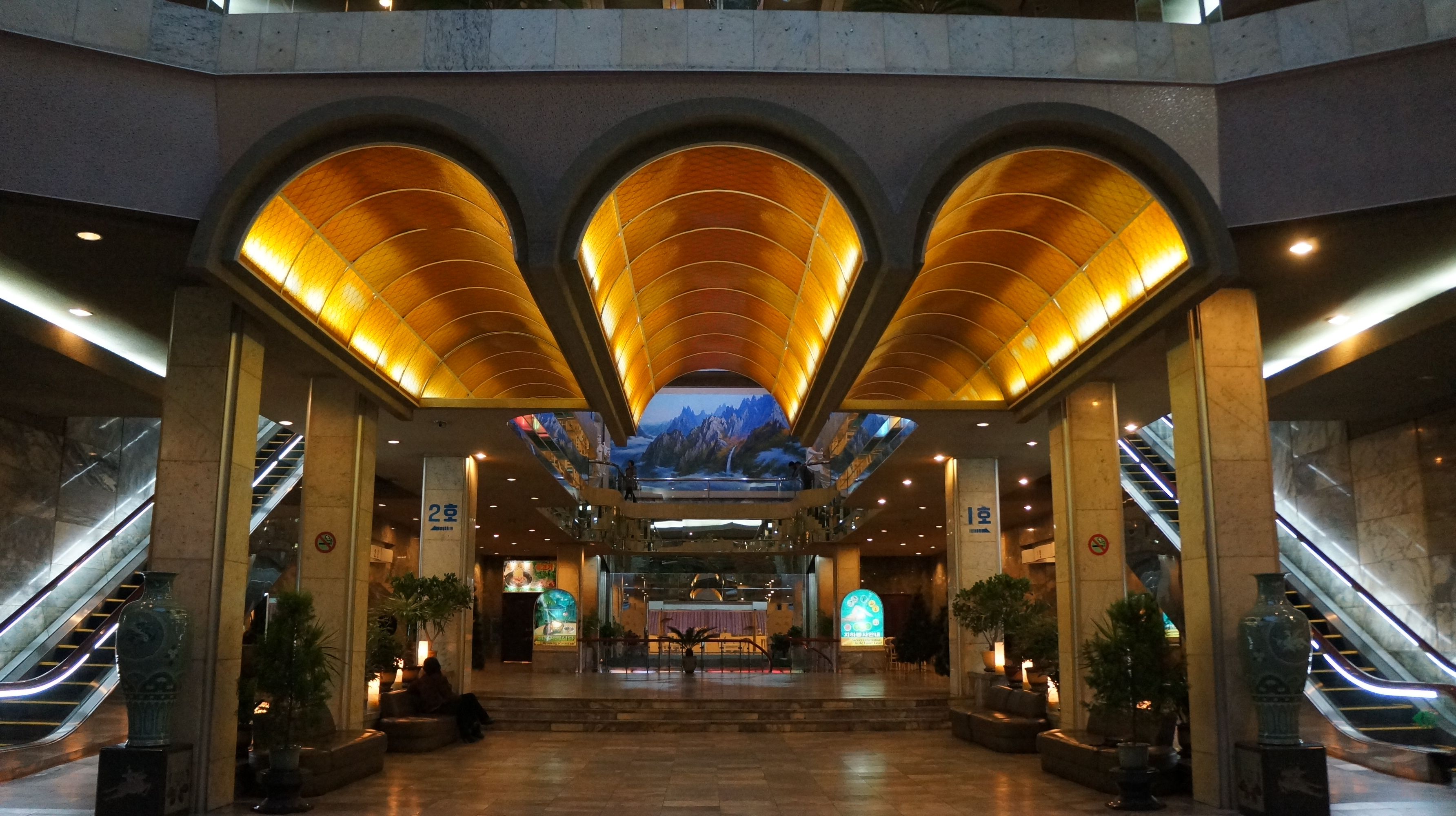
Eingangshalle
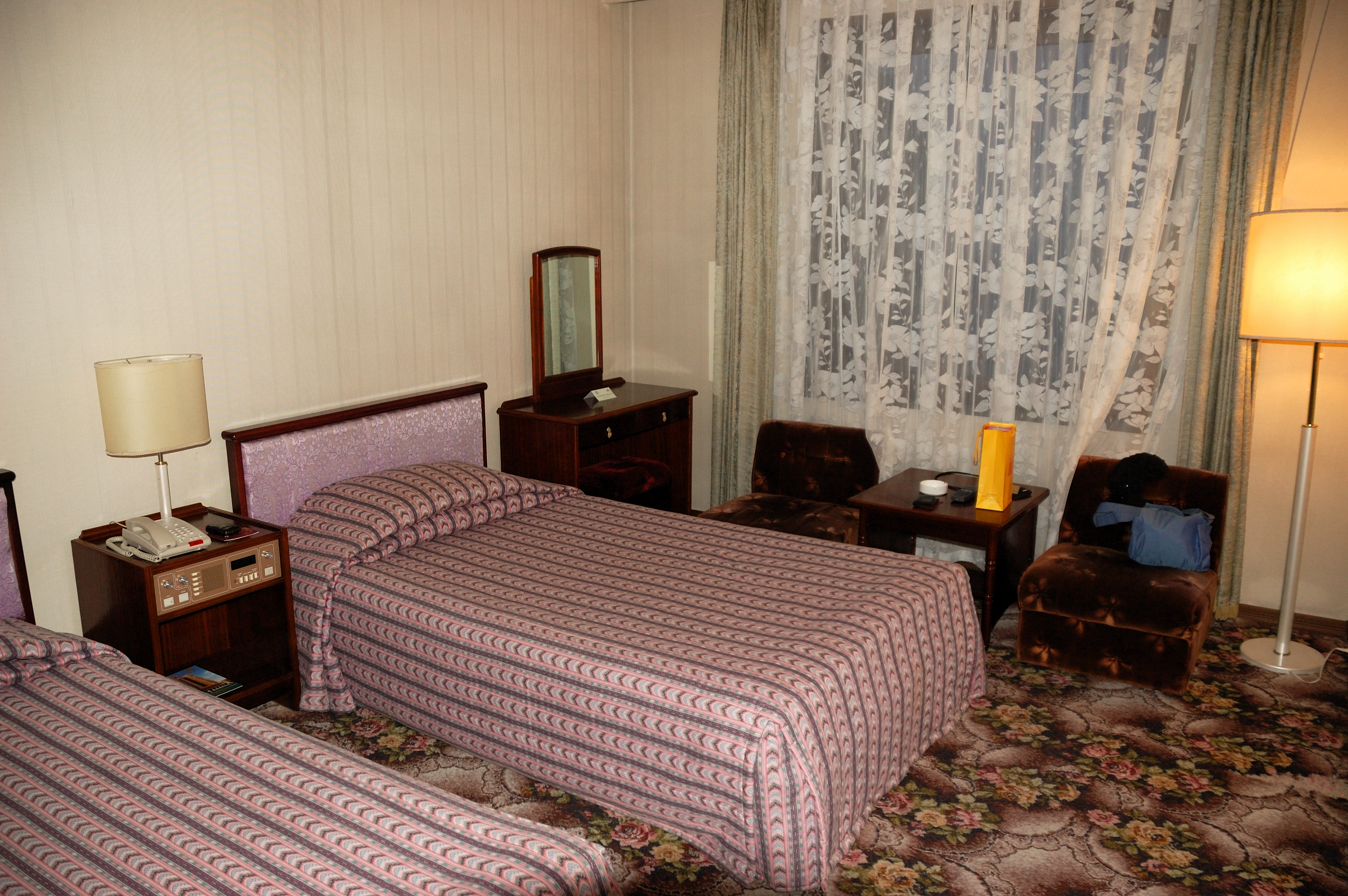
Zimmer
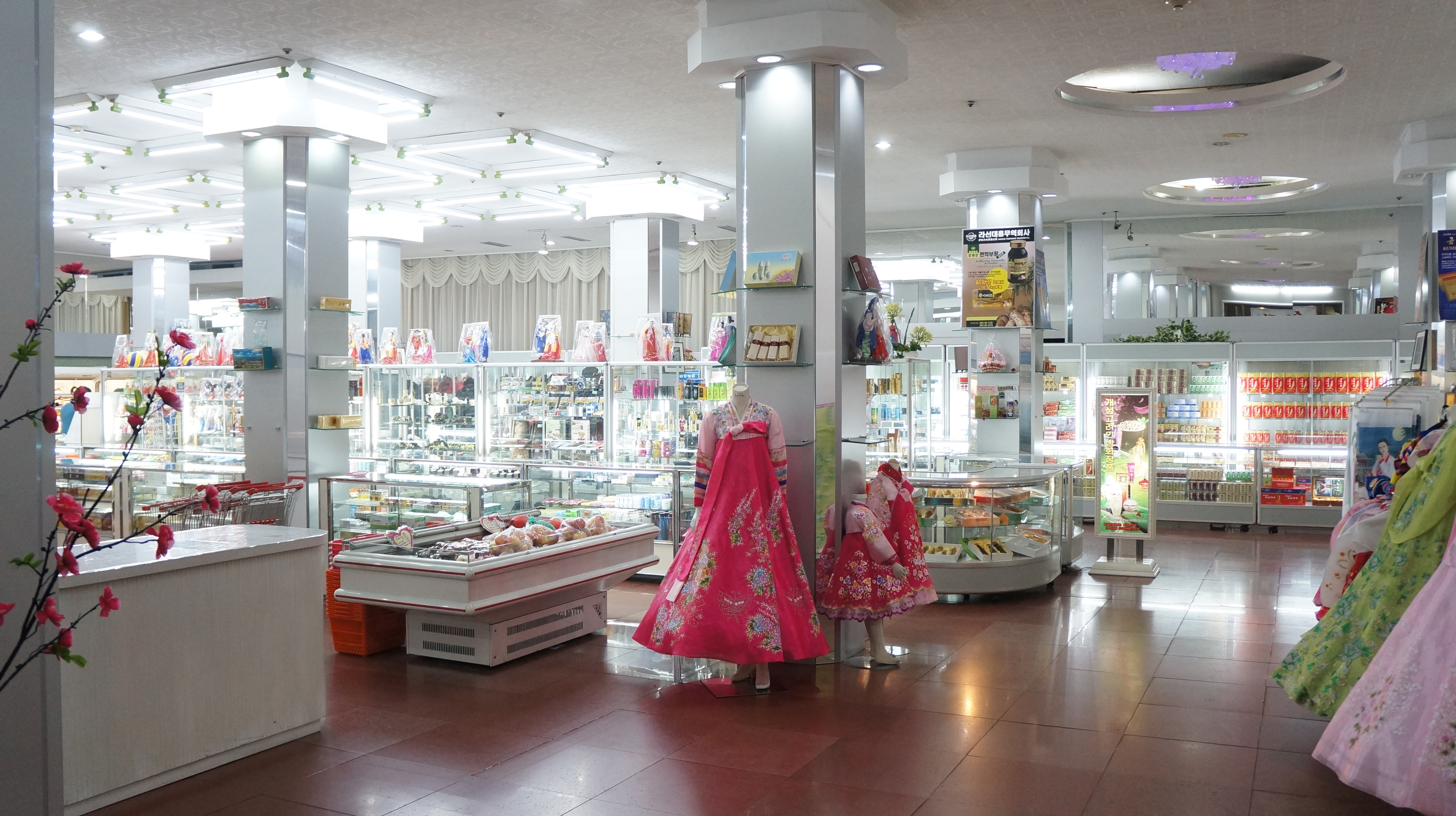
Souvenirladen
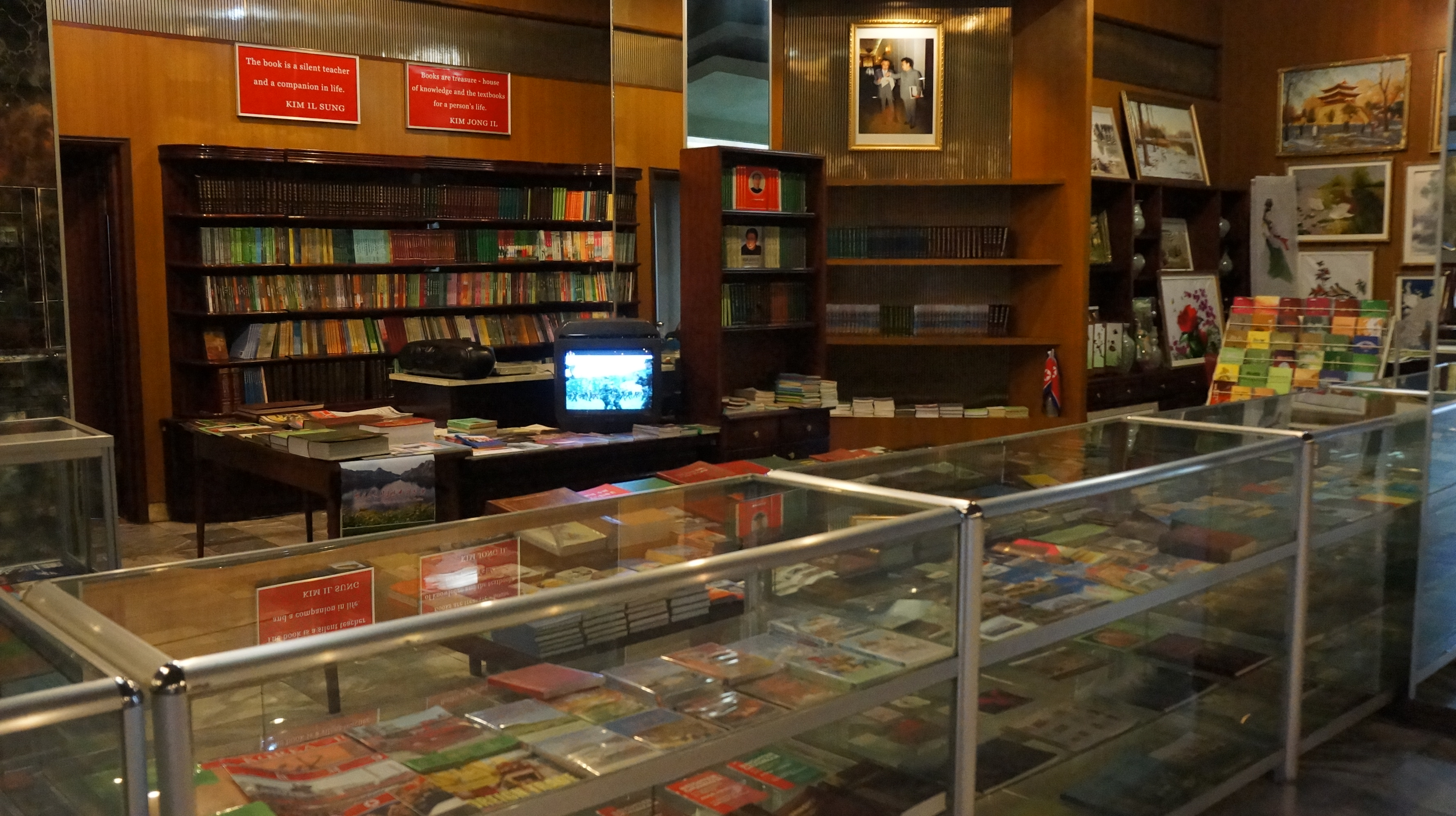
Buchladen
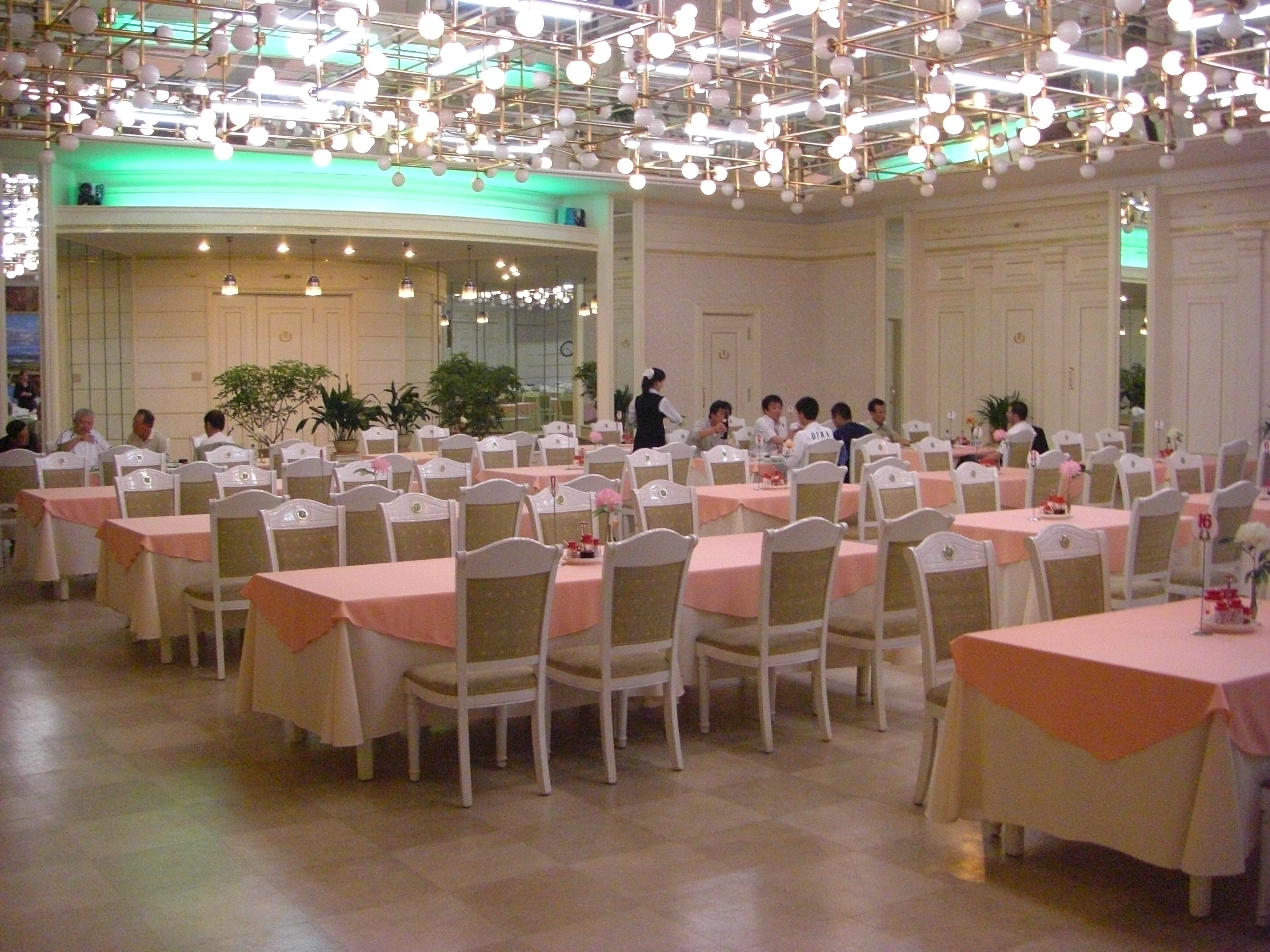
Speisesaal
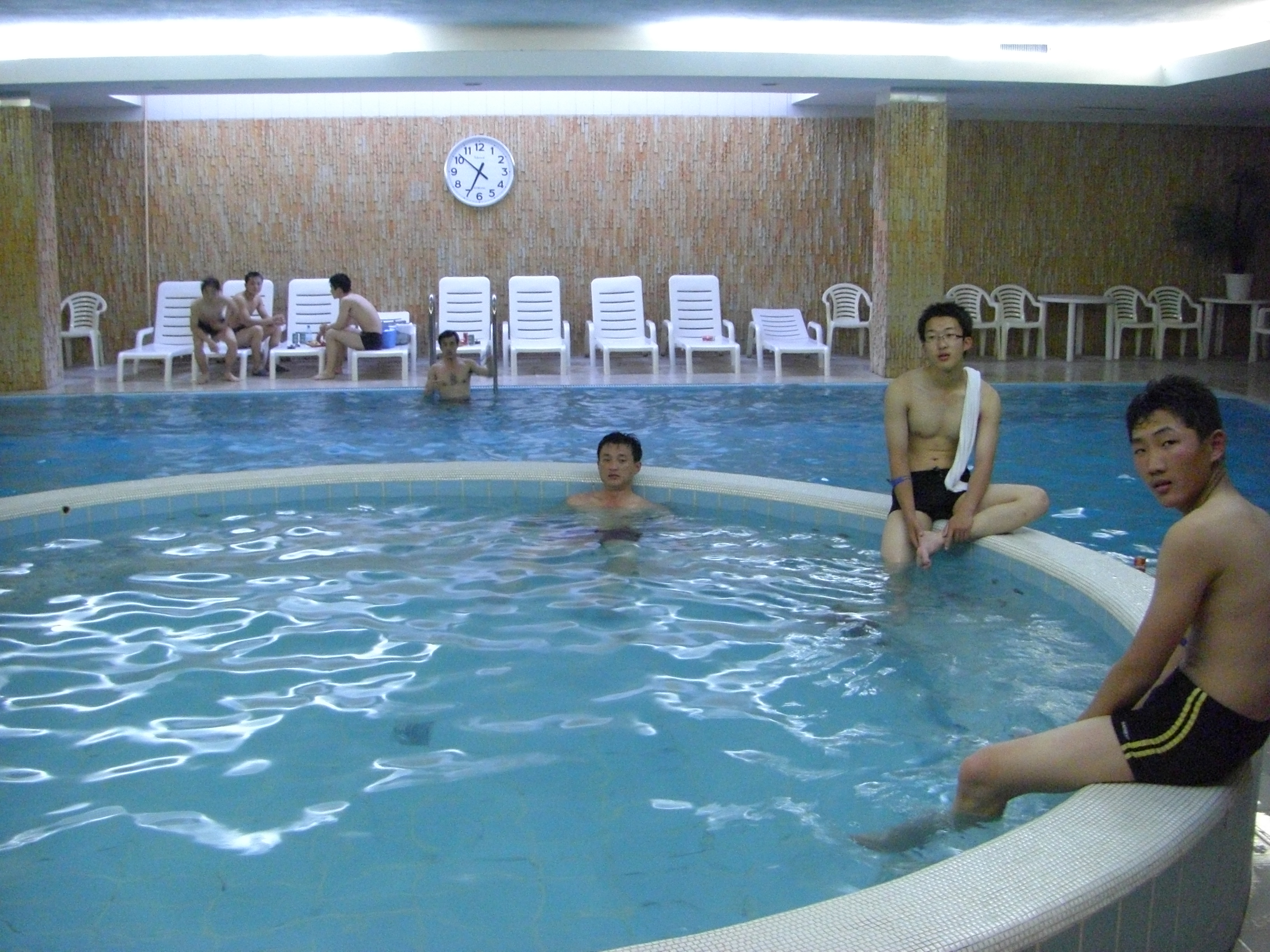
Schwimmbad